# 後灘駅
座標: 北緯31度10分27秒 東経121度28分8秒 / 北緯31.17417度 東経121.46889度
後灘駅（こうたんえき）は中華人民共和国上海市浦東新区に位置する上海軌道交通7号線の駅である。

## 駅構造
- 島式ホーム1面2線の地下駅。ホームドア設置。

## 駅周辺
- 上海国際博覧会跡地。会期中は当駅から8号門出入口の間を無料シャトルバスが運行されていた。

## 歴史
- 2009年12月5日 - 7号線第1期区間（上海大学駅-花木路駅間）が開通するも、当駅は全列車通過。
- 2010年4月20日 - 開業。

## 隣の駅
上海軌道交通
■7号線
龍華中路駅 - 後灘駅 - 長清路駅　